# Kuddenberg
Kuddenberg ist ein Ortsteil in der Gemeinde Kürten im Rheinisch-Bergischen Kreis.

## Beschreibung
Kuddenberg ist eine der Ortschaften, die sich zwischen Kürten und Sürth über die so genannte Bergerhöhe erstrecken.
Der Golfplatz Kürten reicht unmittelbar bis an den Ort heran. Fahrzeuge von Bediensteten des Golfclubs und Pflegefahrzeuge können von hier aus in das Golfplatzgelände hinein fahren.

## Geschichte
Die Bezeichnung Kuddenberg bezieht sich laut Deutung des örtlichen Geschichtsvereins auf Johann Kaudden uffem berg, der hier gewohnt hat. Kaudden bedeutet so viel wie Kotten. Johann Kaudden wird in den Akten für das Jahr 1581 erwähnt. 1600 gibt es einen Johann Kotten uffem berg.
Die Topographia Ducatus Montani des Erich Philipp Ploennies aus dem Jahre 1715, Blatt Amt Steinbach, belegt, dass der Ort bereits 1715 als Ort mit mehreren Höfen bestand und als Kodenberg bezeichnet wurde. Aus der Charte des Herzogthums Berg 1789 von Carl Friedrich von Wiebeking geht hervor, dass Kuddenberg zu dieser Zeit Teil der Honschaft Berg im Kirchspiel Kürten im Landgericht Kürten war. Er benennt den Ort als Kottenberg.
Unter der französischen Verwaltung zwischen 1806 und 1813 wurde das Amt Steinbach aufgelöst und Kuddenberg wurde politisch der Mairie Olpe im Kanton Wipperfürth  im Arrondissement Elberfeld zugeordnet. 1816 wandelten die Preußen die Mairie zur Bürgermeisterei Olpe im Kreis Wipperfürth.
Kuddenberg gehörte zu dieser Zeit zur Gemeinde Olpe.
Der Ort ist auf der Topographischen Aufnahme der Rheinlande von 1824 als Kuttenberg und auf der Preußischen Uraufnahme von 1840 als Kuddenberg verzeichnet.
Ab der Preußischen Neuaufnahme von 1892 ist er auf Messtischblättern regelmäßig als Koddenberg verzeichnet.
1822 lebten 23 Menschen im als Hof kategorisierten und Koddenberg bezeichneten Ort.
1830 hatte der Ort 25 Einwohner und wurde mit Koddenberg bezeichnet.
Der 1845 laut der Uebersicht des Regierungs-Bezirks Cöln als Hof kategorisierte Ort besaß zu dieser Zeit drei Wohnhäuser. Zu dieser Zeit lebten 22 Einwohner im Koddenberg genannten Ort, davon alle katholischen Bekenntnisses.
Die Gemeinde- und Gutbezirksstatistik der Rheinprovinz führt Kuddenberg, hier Koddenberg genannt, 1871 mit drei Wohnhäusern und 14 Einwohnern auf.
Im Gemeindelexikon für die Provinz Rheinland von 1888 werden drei Wohnhäuser mit 14 Einwohnern angegeben und der Ort mit Koddenberg bezeichnet.
1895 hatte der Ort zwei Wohnhäuser und zwölf Einwohner, der Ort wird Koddenberg genannt.
1905 besaß der Ort drei Wohnhäuser und 21 Einwohner und gehörte konfessionell zum katholischen Kirchspiel Olpe.
1927 wurden die Bürgermeisterei Olpe in das Amt Olpe überführt. In der Weimarer Republik wurden 1929 die Ämter Kürten mit den Gemeinden Kürten und Bechen und Olpe mit den Gemeinden Olpe und Wipperfeld zum Amt Kürten zusammengelegt. Der Kreis Wipperfürth ging am 1. Oktober 1932 in den Rheinisch-Bergischen Kreis mit Sitz in Bergisch Gladbach auf.
1975 entstand aufgrund des Köln-Gesetzes die heutige Gemeinde Kürten, zu der neben den Ämtern Kürten, Bechen und Olpe ein Teilgebiet der Stadt Bensberg mit Dürscheid und den umliegenden Gebieten kam.

## Galerie

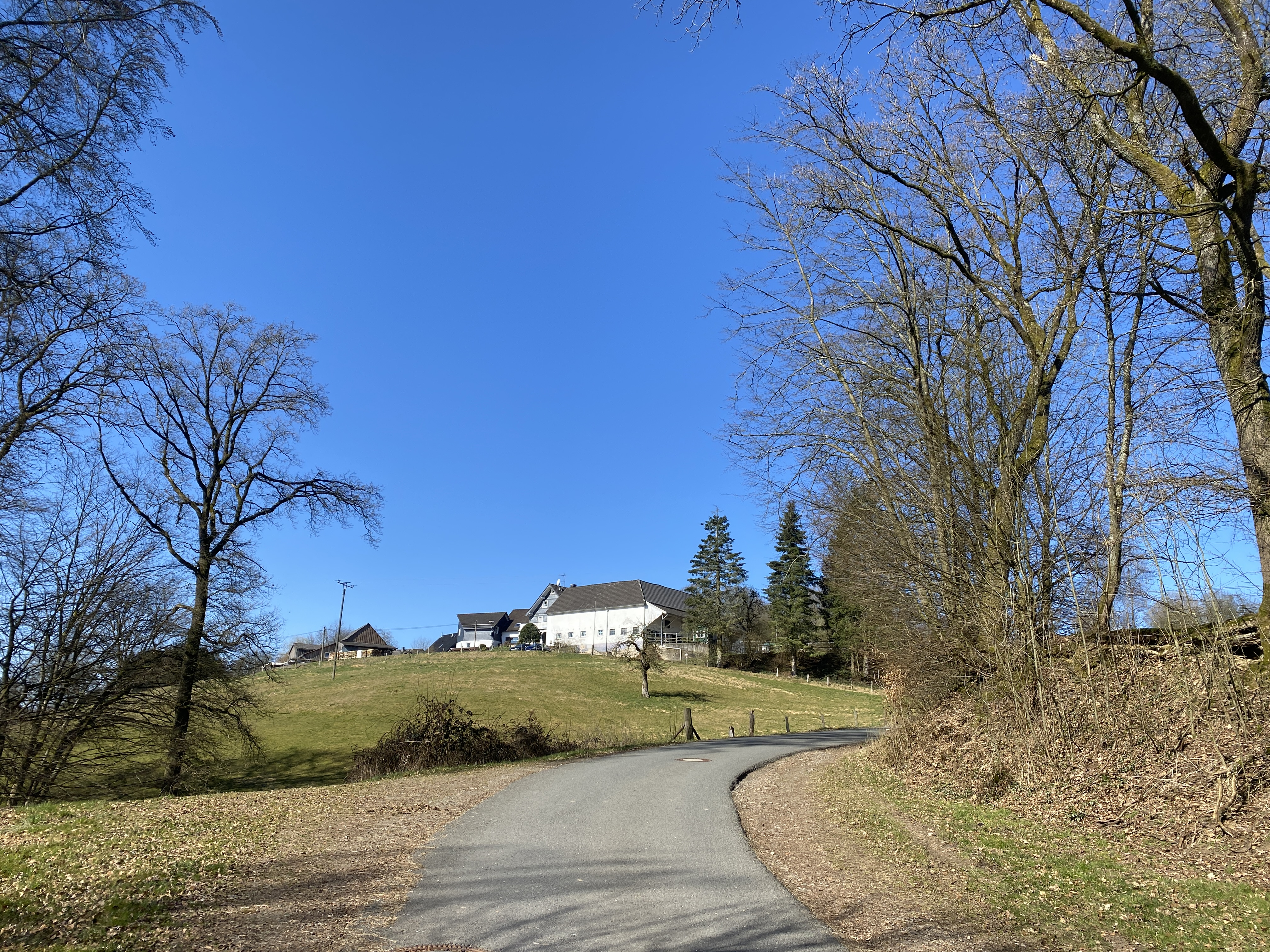
Kudenberg am Südhang über dem Tal der Kürtener Sülz
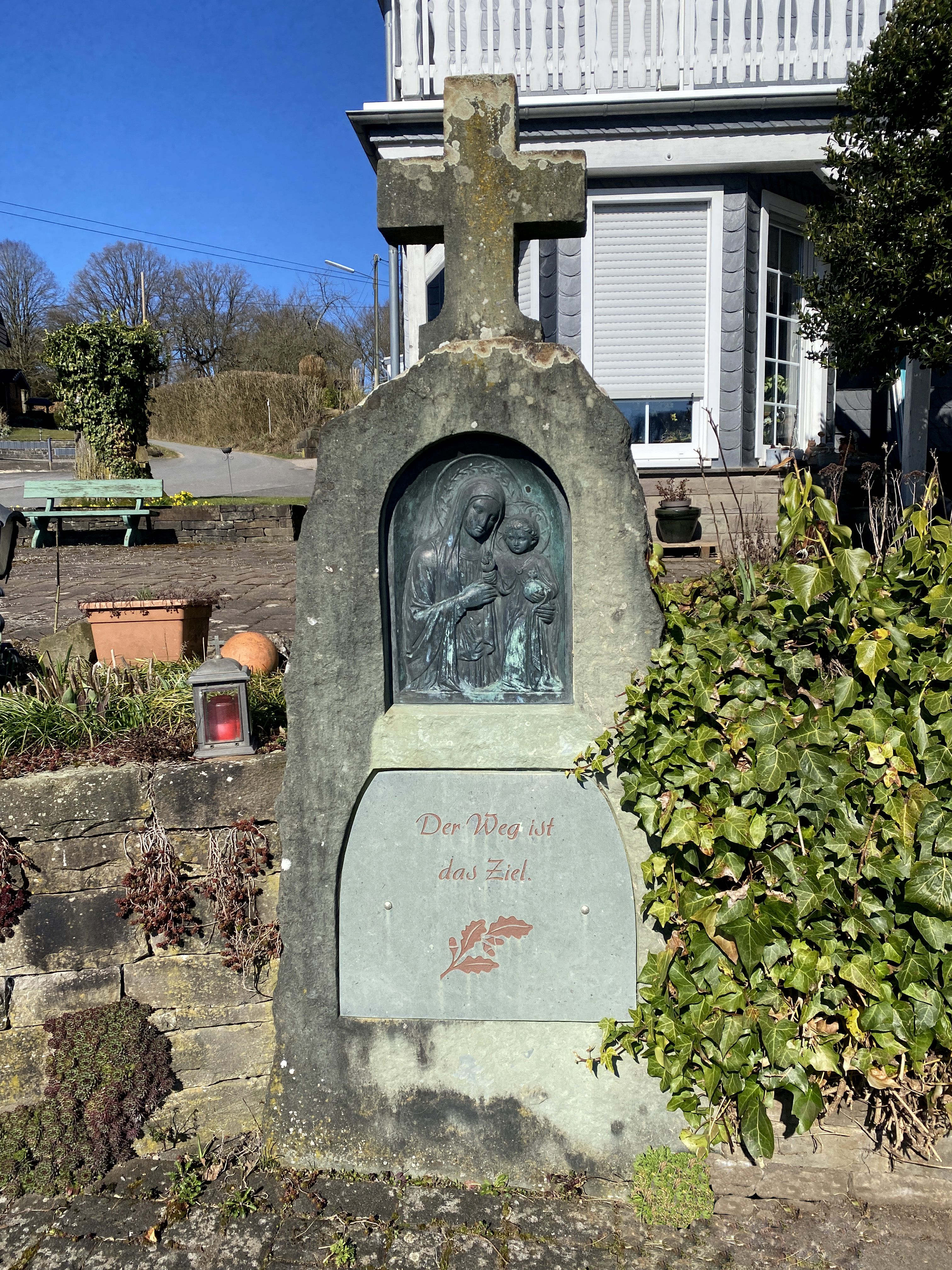
Wegekreuz in Kuddenberg
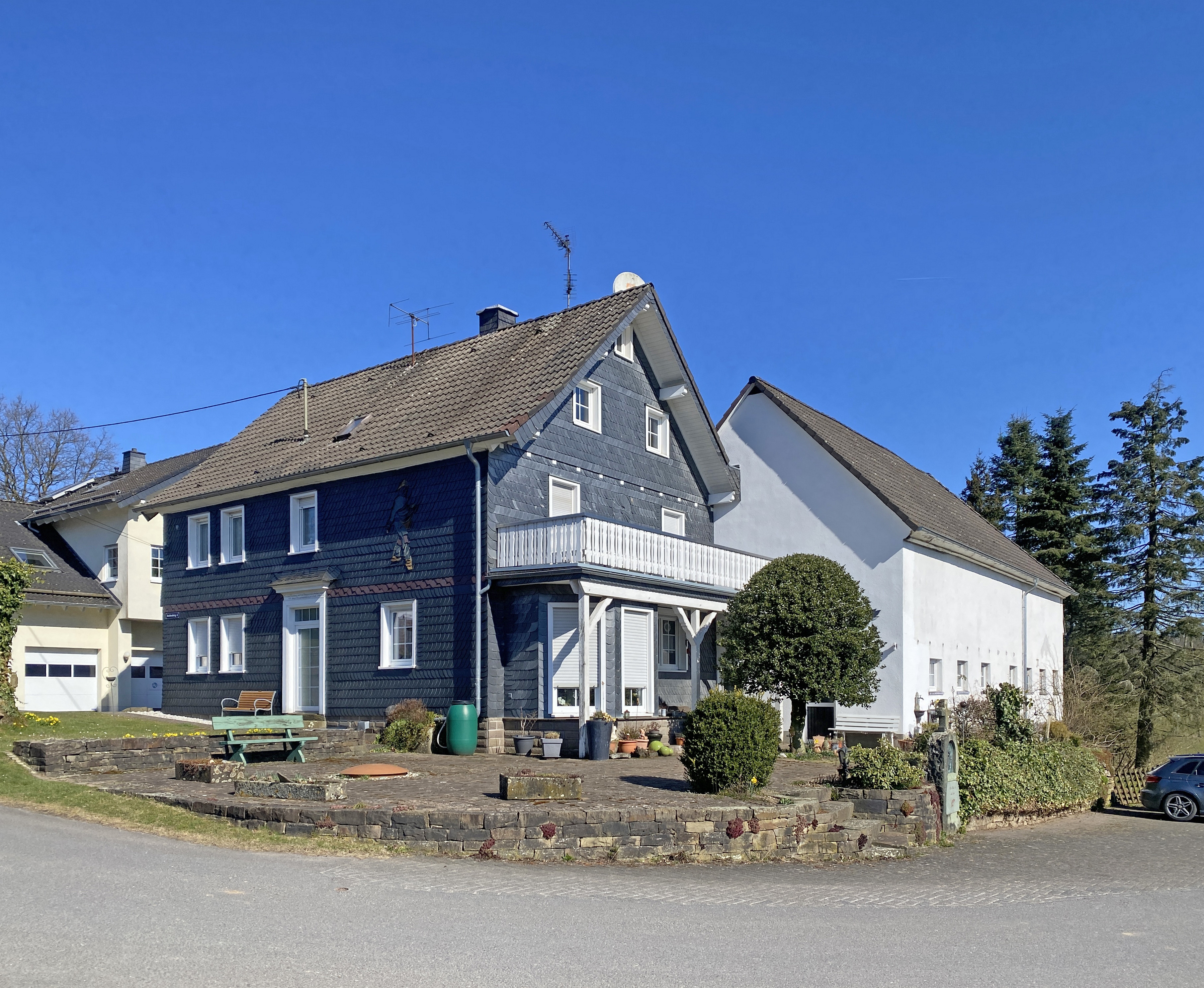
Kuddenberg 4
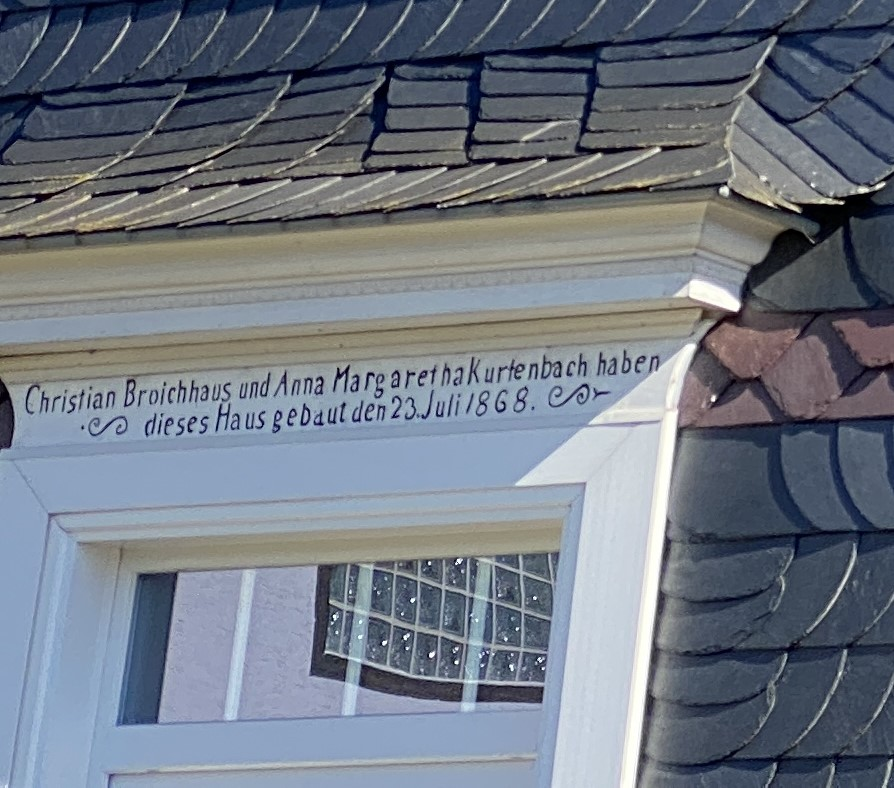
Türstock-Inschrift (1868)
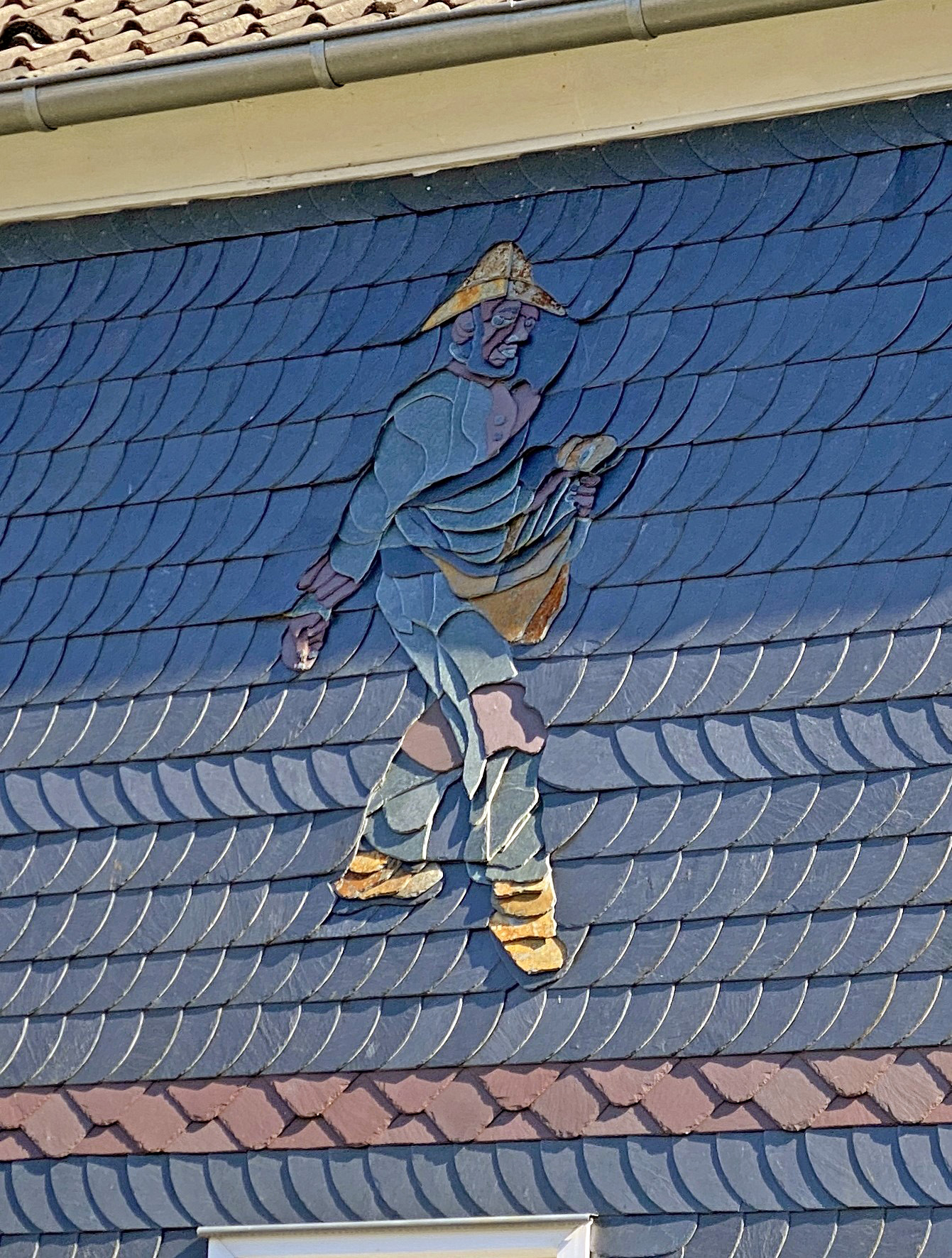
Schieferschmuck
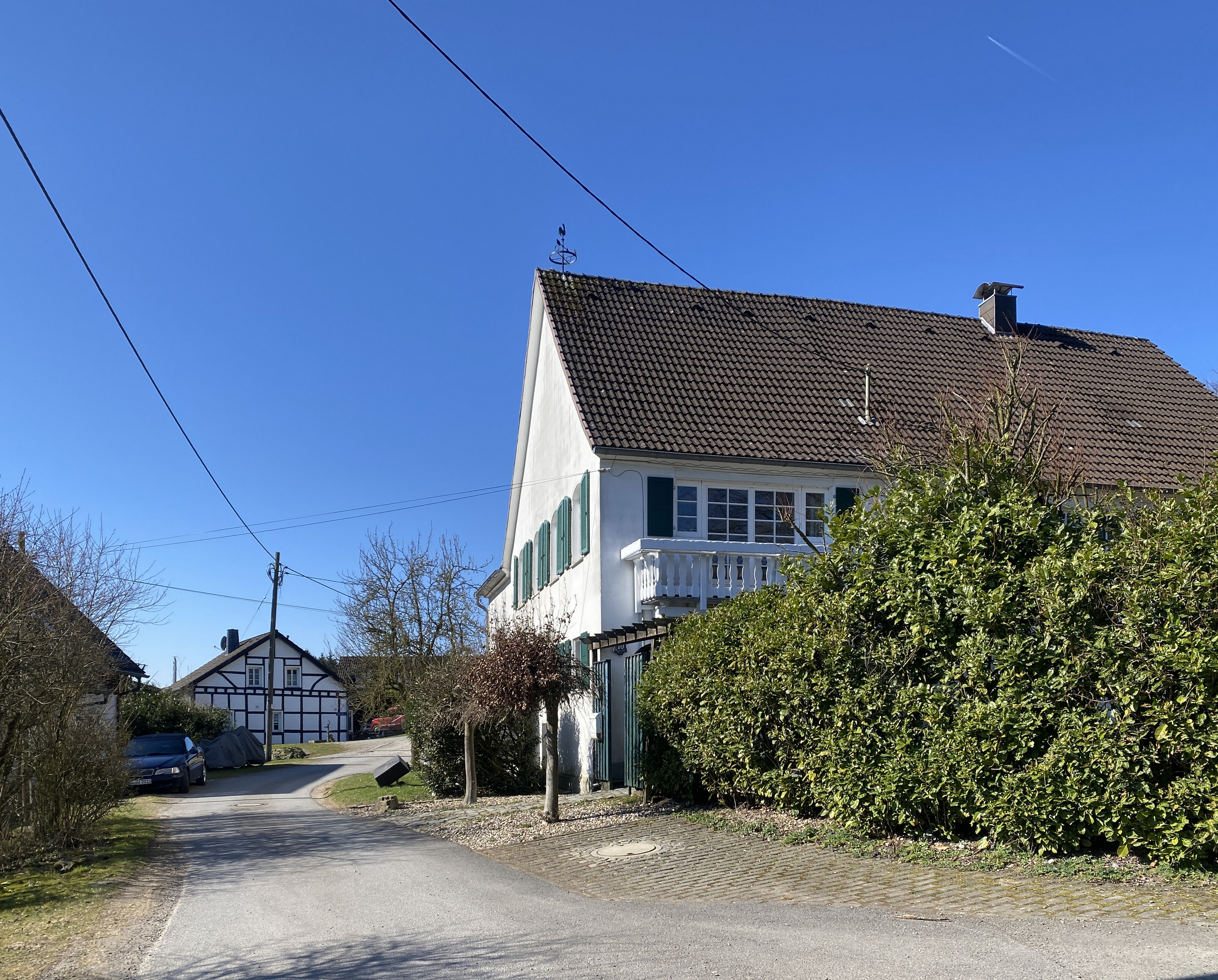
Kuddenberg